# Schlagendes Quecksilberherz
Das sogenannte schlagende Quecksilberherz (auch: pulsierendes Quecksilberherz) ist eine oszillierende elektrochemische Redoxreaktion zwischen den Elementen Quecksilber, Eisen und Chrom oder Mangan. Durch die Reaktion wird ein Quecksilbertropfen zum Schwingen gebracht. Das schlagende Quecksilberherz in der heute bekannten Form wurde zuerst von Friedlieb Ferdinand Runge im Jahr 1829 beschrieben.

## Experiment
Für das Experiment wird ein Tropfen Quecksilber in ein Uhrglas gegeben und mit einem Elektrolyten wie Schwefelsäure, das ein Oxidationsmittel wie Wasserstoffperoxid, Kaliumpermanganat oder Kaliumdichromat enthält, überschichtet. Durch die Berührung des Quecksilbertropfens von der Seite mit der Spitze eines eisernen Nagels beginnt dieser zu pulsieren.

## Mechanismus
Bei der Berührung des Quecksilbers mit dem Nagel gibt das unedlere Metall Eisen Elektronen ab. Das Quecksilbertröpfchen wird negativ geladen. Durch die Abstoßung der Elektronen untereinander nimmt das Tröpfchen Kugelgestalt an. Dadurch geht der Kontakt mit dem Eisen verloren.
{\displaystyle \mathrm {Fe} \longrightarrow \mathrm {Fe} ^{2+}+2\ e^{-}}
Im nächsten Schritt reduziert das geladene Quecksilbertröpfchen die in der Elektrolytlösung vorhandenen Permanganationen bzw. Dichromationen gemäß:
{\displaystyle \mathrm {2\ MnO_{4}^{-}+16\ H_{3}\;\!\!O^{+}+10\ e^{-}\longrightarrow } } {\displaystyle \mathrm {2\ Mn^{2+}+24\ H_{2}\;\!\!O} }

oder
{\displaystyle \mathrm {Cr_{2}O_{7}^{2-}+14\ H_{3}\;\!\!O^{+}+6\ e^{-}\longrightarrow } } {\displaystyle \mathrm {2\ Cr^{3+}+21\ H_{2}\;\!\!O} }
Durch die Reduktion des Permanganats bzw. des Dichromats gibt das Quecksilbertröpfchen die Elektronen ab. Dadurch sinkt die Oberflächenspannung und das Tröpfchen kommt wieder mit dem Eisennagel in Kontakt. Dadurch beginnt das Tröpfchen zu pulsieren und wirkt wie ein schlagendes Herz.
Obwohl diese Reaktion durch Änderungen in der Oberflächenspannung vermittelt wird, ist es anderen oszillierenden Reaktionen, wie z. B. der Belousov-Zhabotinsky-Reaktion, sehr ähnlich.